# Bourgneuf-en-Retz
Bourgneuf-en-Retz (bret. Bourc'hnevez-Raez) – miejscowość i dawna gmina we Francji, w regionie Kraj Loary, w departamencie Loara Atlantycka. W 2013 roku jej populacja wynosiła 3619 mieszkańców.
W dniu 1 stycznia 2016 roku z połączenia dwóch ówczesnych gmin – Bourgneuf-en-Retz oraz Fresnay-en-Retz – utworzono nową gminę Villeneuve-en-Retz. Siedzibą gminy została miejscowość Bourgneuf-en-Retz.

## Geografia
Bourgneuf-en-Retz położone jest w zachodniej Francji, w południowo-zachodniej części departamentu Loara Atlantycka, około 2 km na zachód od zatoki Baie de Bourgneuf. Na zachód i południe od miejscowości rozciągają się bagna zwane Marais breton. Bourgneuf-en-Retz znajduje się na skrzyżowaniu ważnych dróg – z Nantes na wyspę Noirmoutier, z Pornic do Machecoul oraz z Saint-Nazaire do Wandei.
Przed utworzeniem nowej gminy Villeneuve-en-Retz z gminą Bourgneuf-en-Retz graniczyły Machecoul, Fresnay-en-Retz, Sainte-Pazanne, Saint-Hilaire-de-Chaléons, Pornic oraz Les Moutiers-en-Retz z departamentu Loara Atlantycka, a także Bouin i Bois-de-Céné z departamentu Wandea. Rzeka Falleron tworzy naturalną granicę z tymi dwoma ostatnimi gminami.
W skład dawnej gminy Bourgneuf-en-Retz wchodziły miejscowości Bourgneuf-en-Retz oraz Saint-Cyr-en-Retz, a także osady La Jaunière, Nombreuil, La Glémerie, Les Jalberges, La Fortinière, Les Rivières aux Guérins, Les Ruauds, Les Puymains i Le Fondreau.

## Etymologia
Nazwa miejscowości Bourgneuf-en-Retz pochodzi od słów „bourg neuf”. Słowo „bourg” w języku francuskim oznacza „główną miejscowość na danym obszarze, często siedzibę gminy”, z kolei „neuf” to „nowy”. Wyrażenie „bourg neuf” oznacza zatem „nową główną siedzibę gminy” i stoi w opozycji do „bourg ancien” (stara siedziba gminy) jakim stała się miejscowość Saint-Cyr-en-Retz, która powstała wcześniej.

## Zabytki
W Bourgneuf-en-Retz znajdują się takie zabytki jak:
- kościół Notre-Dame-de-Bon-Port – położony przy rue de l'Eglise, dzieło architekta Gilée. Został zbudowany na fundamentach wcześniejszego kościoła wzniesionego w 1458 roku przez René de Rais, ówczesnego właściciela Bourgneuf-en-Retz. Został on rozebrany w 1878 roku. Dzwonnica obecnego kościoła została zbudowana w 1893 roku.
- kościół w Saint-Cyr-en-Retz – wczesny kościół pochodził z 1262 roku, został zbudowany przez pana La Noë-Briord. Został on spalony podczas rewolucji francuskiej w 1794 roku. Następnie wzniesiono nowy kościół został na miejscu ówczesnego cmentarza. Malowidła z tyłu chrzcielnicy pochodzą z XVII wieku, natomiast sztandary Saint-Cyr i Sainte-Juliette datowane są na XIX wiek.
- kaplica szpaitalna (fr. chapelle de l'Hôpital) – datowana jest na 1722 rok. Dach kaplicy jest zwieńczony zabytkowym krzyżem.

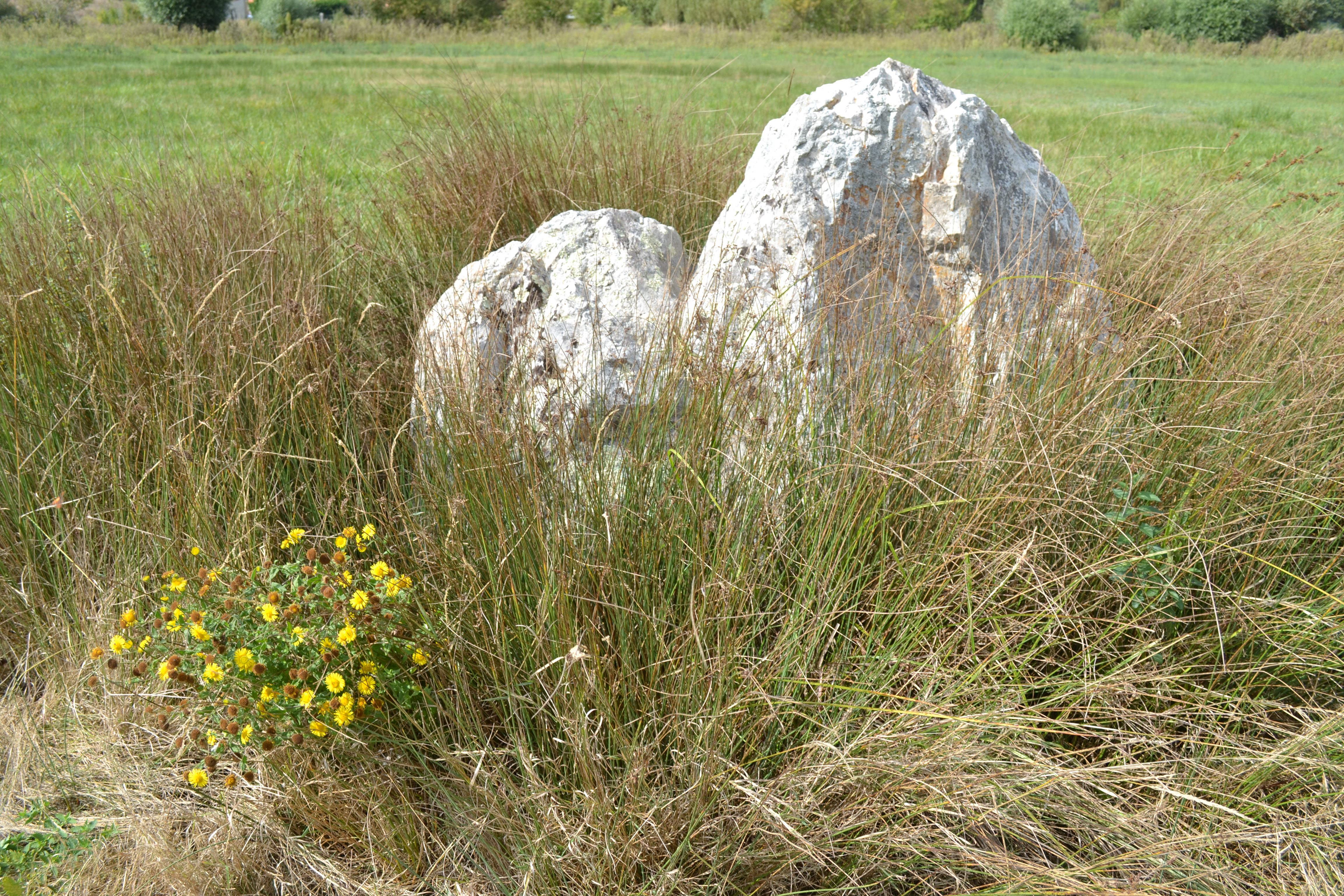
Menhir de la Pierre-Folle

- stodoła La Guérivière (fr. colombier de la Guérivière) – pochodzi z XVIII wieku. Usytuowana jest w parku dawnego zamku La Guérivière
- dwór La Noë-Briord (fr. manoir de la Noë-Briord) – działo architekta J. Montforta. Został zbudowany w 1888 roku.
- fontanna Jalberges (fr. fontaine des Jalberges) – z XIX wieku
- muzeum Pays de Retz (fr. musée du Pays de Retz) – muzeum otwarte w 1962 roku. Zawiera historyczne artefakty z krainy Pays de Retz, pochodzące z okresu prehistorycznego aż po XX wiek.
- 9 młynów – Petit Moulin, Grand Moulin, dwa młyny La Touche, du Coteau, de l'Hôpital, de Saint-Cyr, de l'Arzelier oraz l'Arzeillais (z 1696 roku). Ten ostatni funkcjonował do 1957 roku
- menhir de la Pierre-Folle – datowany na około 2500 r. p.n.e.

## Demografia
W 2013 roku populacja ówczesnej gminy Bourgneuf-en-Retz liczyła 3619 mieszkańców.
|  |

Źródła:
cassini/EHESS (dla danych z lat 1800-2006)
INSEE (dla danych z 2008 i 2013 roku)

## Transport
W miejscowości znajduje się przystanek kolejowy Gare de Bourgneuf-en-Retz przewoźnika SNCF.